# گائینسان
گائینسان (به لاتین: Gaeinsan) یک کوه در کره جنوبی است که در کره جنوبی واقع شده‌است. گائینسان ۱٬۳۴۱ متر بالاتر از سطح دریا واقع شده‌است.